# Константинополски караити
Константинополските караити (на гръцки: Καραΐτες Κωνσταντινουπόλεως) или гръко-караити са част от етническа общност караити със специфично историческо развитие и различно културно, езиково и литературно наследство, произтичащи от пребиваването им в столицата на Източната Римска империя. Има много общи черти между общността и евреите-равинисти романиоти.

## История
Караитите живеят в Константинопол (днешен Истанбул) повече от хиляда години. Съществуват и по-малки селища в околностите на Константинопол, като караитите от Адрианопол, които произхождат от константинополската общност. Те имат близки отношения и ежедневни взаимодействия с гръкоговорещите византийски християни и романиотските евреи, но развиват свой собствен уникален караео-гръцки диалект на йеванския език, който вече не се ползва. Караитът Елиас Афеда Беги състава речник на еврейската Библия с еврейски думи, преведени на гръцки. Известни са и други произведения на гръко-караитската литература.

## Език
Доскоро истанбулските караити говорят йеванически език. Техният иврит има някои специални черти, които ги свързват с тиберийския иврит на тиберийските масорети.

## Влияние върху караитския юдаизъм
Въпреки малкия размер на тази общност константинополските караити са имали голямо влияние върху караитския юдаизъм чрез своята литературна продукция. Общностите на Константинопол и Адрианопол дават видни личности за караитското движение като Калеб Афендополо, Илия Башиази, Аарон бен Йосиф от Константинопол, Аарон бен Елия, Юда Хадаси, Мойсей Беги, Юда Гибор, Илия Йерушалми и други. Тези автори са създали теологични, литургични и философски произведения, които са били значими за развитието на по-широкия караитски юдаизъм. Книгата на Аарон бен Йосиф от Константинопол „Книга с молитви и химни“ (Seder Tefillot) е приета от повечето караитски конгрегации като стандартен молитвеник, за което той е наречен „ха-Кадош“ (светецът).

## Произход на кримските караити
Кримските караити са вероятни потомци на караитски търговци, мигрирали в Крим от Византийската империя. Миграция на караити от Константинопол към Крим е документирана след пожар в еврейския квартал на Константинопол през 1203 г.